# Scharhörnbake

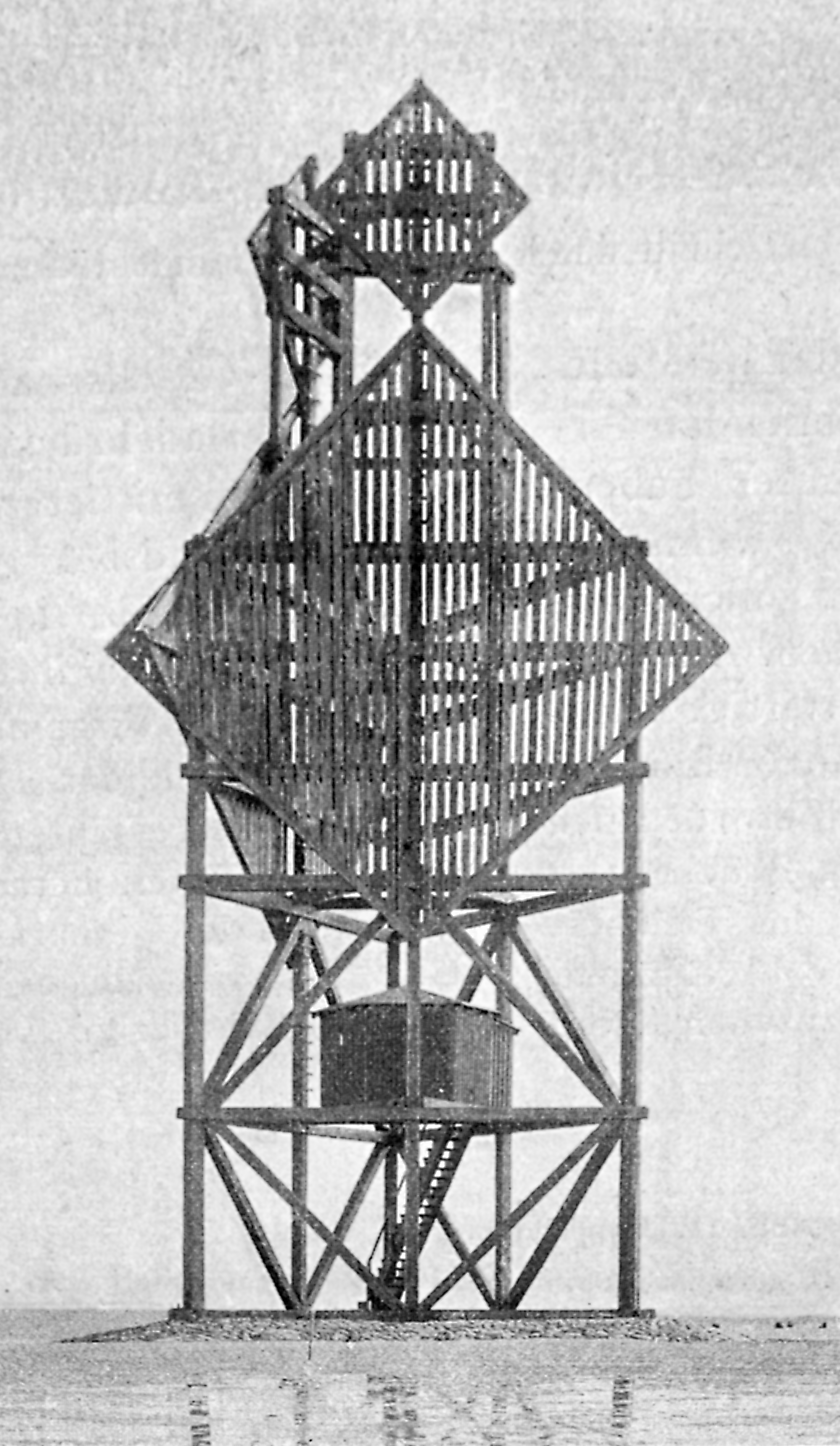
Scharhörnbake 1898

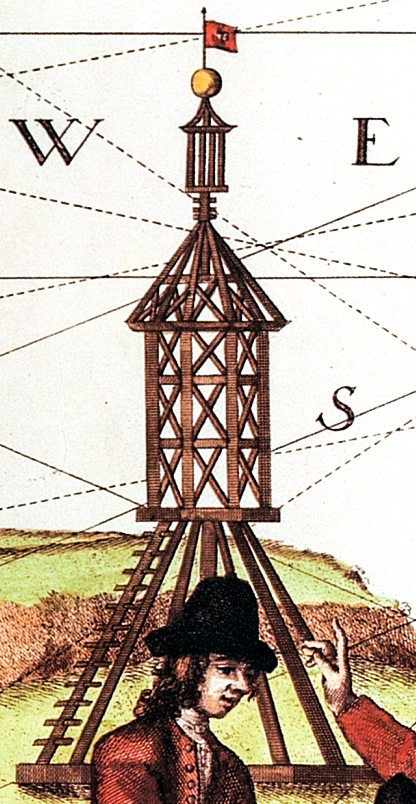
Scharhörnbake als Illustration auf einer Seekarte von 1721

Die Scharhörnbake war für lange Zeit die wichtigste Bake der Nordseeküste. Sie wurde erstmals 1661 durch die Stadt Hamburg auf der Sandbank Scharhörn auf der Südseite der Außenelbe errichtet, über die Jahrhunderte immer wieder erneuert und 1979 endgültig abgebrochen. Von 1840 bis 1965 war sie mit einem Schutzraum für Schiffbrüchige ausgerüstet und war somit eine der fünf Rettungsbaken auf den Hochsänden der Nordsee. Heute existiert noch das Felssteinfundament im Watt vor Nigehörn.
Von 1898 bis zum 23. Dezember 1914 war die Scharhörnbake mit 29,10 m die höchste Bake der Nordseeküste. Die Gesamtkosten für die Bake betrugen 70000 Goldmark.
Sie brach häufig durch Stürme ein und wurde auch bei Ausbruch von Kriegen beseitigt, um den feindlichen Flotten die Navigation zu erschweren.

## Funktion

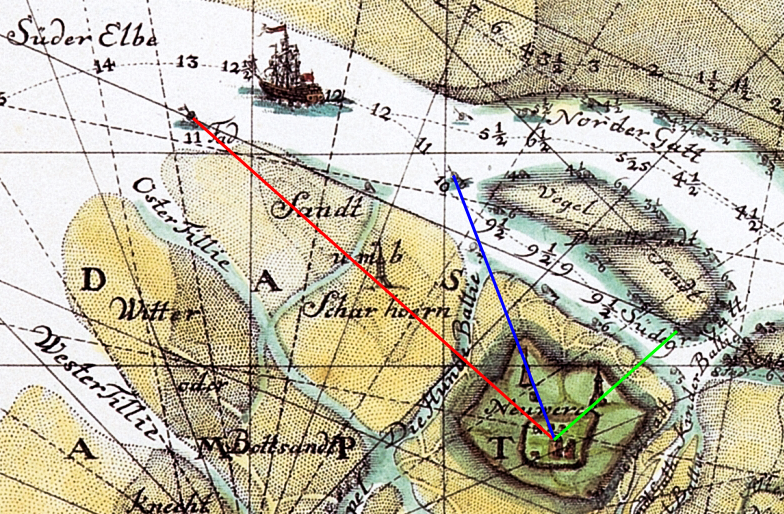
Peilung (rot) vom Turm Neuwerk, über die Scharhörnbake zur Rothen Tonne (1721)

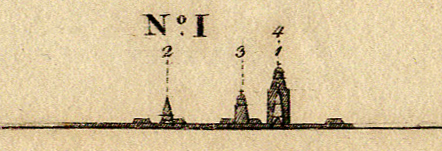
Sicht der Peilung an der Rothen Tonne mit der Scharhörnbake (1) vor dem Neuwerker Turm (4) (1831)

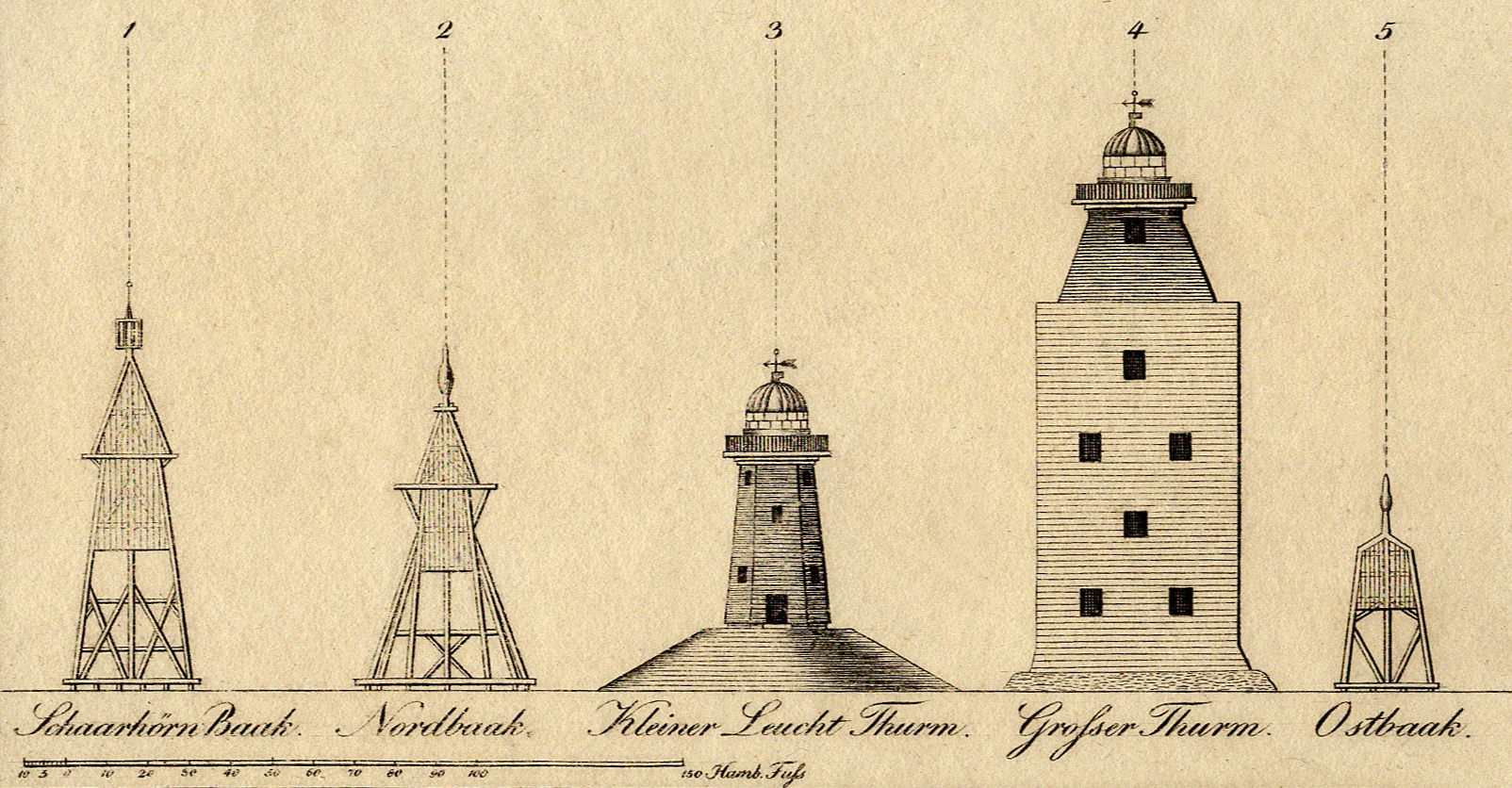
Neuwerker Seezeichen 1831

Die Hauptfunktion der Bake war es eine Peilung zur Umfahrung des Scharhörnriffs bei der Einfahrt in die Elbmündung zu ermöglichen. An dieser gefährlichen Passage strandeten viele Handelsschiffe. Hamburg unterhielt zur Markierung des Riffs und der Routen durch Südergatt und Nordergatt ab 1440 Tonnen.  Bei der Einfahrt von See war die erste und wichtigste Tonne auf der Steuerbordseite die Rothe Tonne. Hierzu diente die Peilung Turm Neuwerk und Scharhörnbake (rote Linie).
Die anderen Peilungen mit dem Neuwerker Turm als Endpunkt waren
- die Nordbake als Verdunkelungsbake zusammen mit der Neuwerker Blüse und später dem kleinen Leuchtturm zur Schartonne (vor dem Vogelsand, blaue Linie) und
- die Werkbalger Bake zur Buttertonne (hinter dem Vogelsand, grüne Linie).

Die Scharhörnbake als höchste Bake und der Neuwerker Turm als ältester „Seeturm“ und die damit verbundenen Kosten verdeutlichen die Wichtigkeit der Elbmündung für Hamburg.
Den Schutzraum erhielt die Bake als Nebenfunktion ab 1840. Der Notproviant wurde regelmäßig erneuert. Als auf dem Außensand Scharhörn mit Hilfe von Anpflanzungen eine Insel anwuchs, machten die ersten Bauhütten dort den Schutzraum der Bake ab 1929 überflüssig.

## Aussehen
Die Form und genaue Position der Bake veränderte sich mit jeder Neuerrichtung. Anfangs war es ein Holzgerüst mit Pyramide und Rechteck als Toppzeichen. Ab Mitte des 19. Jahrhunderts bekam sie die markante Form aus zwei übereinanderstehenden Rauten, unter der sich der Schutzraum befand.
| Errichtet       | Abgegangen         | Bemerkung |
| --------------- | ------------------ | --- |
| 1661            |                    | erste Bake auf Scharhörn |
|                 | 1796               | seit 1766 ohne obere Hälfte |
| vor 1818        | 1820               | „... beseitigt worden, damit der französische Flotte die Möglichkeit der Landung genommen wurde ...“ |
| vor 1831        | vor 1840           | |
| 1840            | 19. Juli 1870      | mit Schutzraum „... Nach der Nacht, da 1870 zum Schutz gegen die französische Flotte Scharhörnbake verbrannt war, (das Leuchtfeuer von Neuwerk und alle Leuchtschiffe waren schon vorher verlöscht und die Tonnen aufgenommen), saßen bei Tagesanbruch auf Scharhörnriff schon neun Schiffe fest; acht davon wurden wieder abgebracht, doch ging das neunte, eine amerikanische Bark, verloren. ...“ |
| 1871            | 1871               | Provisorische Bake mit Schutzraum |
| 1871            | 1898               | Bake mit Schutzraum |
| 1898            | 23. Dezember 1914  | Bake mit großem Schutzraum. Im Ersten Weltkrieg gesprengt. |
| 1922            | 1923               | Hilfsbake |
| 9. Juni 1923    | 6. November 1965   | Letzte Bake mit Schutzraum |
| 26. August 1967 | 22. September 1979 | Rohrmast-Bake mit zwei Rautentoppzeichen |